# Campeonato de Europa de Vuelo Acrobático
El Campeonato de Europa de Vuelo Acrobático (FAI European Aerobatic Championships) es una competición de acrobacia aérea que se celebra bienalmente, alternándose con el Campeonato Mundial de Vuelo Acrobático.
Este campeonato es autorizado por la Federación Aeronáutica Internacional.

## Palmarés

### Campeones individual
| FAI EAC | Año  | Sede                                    | Ganador ilimitado                          | Avión acrobático | Ganador freestyle | Avión acrobático |
| ------- | ---- | --------------------------------------- | ------------------------------------------ | ---------------- | ----------------- | ---------------- |
| XXI     | 2018 | Jindřichův Hradec ( República Checa)    | Alexandre Orlowski                         | Extra 330SC      | Martin Šonka      | Extra 300SR      |
| XX      | 2016 | Moravská Třebová ( República Checa)     | Mijaíl Mamistov                            | Extra 330SC      | Martin Šonka      | Extra EA-300SR   |
| XIX     | 2014 | Matkópuszta ( Hungría)                  | Cástor Fantoba                             | Su-26M           | Martin Šonka      | Extra 330SC      |
| XVIII   | 2012 | Dubnica nad Váhom ( Eslovaquia)         | Mijaíl Mamistov                            | Su 26M3          | Gerald Cooper     | XA41             |
| XVII    | 2010 | Toužim ( República Checa)               | Renaud Écalle                              | Extra 330SC      | -                 | -                |
| XVI     | 2008 | Hradec Králové ( República Checa)       | Mijaíl Mamistov                            | Su 26M           | Renaud Écalle     | Extra EA 330SC   |
| XV      | 2006 | Grenchen ( Suiza)                       | Mijaíl Mamistov                            | Su 26 M3         | Hannes Arch       | Edge 540         |
| XIV     | 2004 | Kaunas ( Lituania)                      | Mijaíl Mamistov                            |                  | Klaus Schrodt     | Extra 330 XS     |
| XIII    | 2002 | Panevėžys ( Lituania)                   | Ramón Alonso                               |                  | Klaus Schrodt     |                  |
| XII     | 1999 | Córdoba ( España)                       | Serguéi Rajmanin                           |                  | -                 | -                |
| XI      | 1997 | Antalya ( Turquía)                      | Patrick Paris                              | CAP 232          | -                 | -                |
| X       | 1995 | Hradec Králové ( República Checa)       | Patrick Paris                              | CAP 232          | Péter Besenyei    | Extra 300S       |
| IX      | 1993 | Grosseto ( Italia)                      | Patrick Paris                              | CAP 231EX        | -                 | -                |
| VIII    | 1991 | Muret ( Francia)                        | Nikolai Nikitiuk                           | Su 26M           | -                 | -                |
| VII     | 1989 | Békéscsaba ( Hungría)                   | Yurgis Kairys                              | Su 26M           | -                 | -                |
| VI      | 1987 | Rosenthal Airfield, Plössen ( Alemania) | Nikolai Nikitiuk                           | Su 26M           | Victor Smolin     | Su 26M           |
| V       | 1985 | Ceské Budéjovice ( Checoslovaquia)      | Petr Jirmus                                | Zlin 50LS        | -                 | -                |
| IV      | 1983 | Rávena ( Italia)                        | Petr Jirmus, Valentina Yaikova (Goldobina) | Zlin 50LS        | -                 | -                |
| III     | 1981 | Punitz ( Austria)                       | Valentina Yaikova (Goldobina)              | Yak 50           | -                 | -                |
| II      | 1979 | Châteauroux ( Francia)                  | Viktor Letsko                              | Yak 50           | -                 | -                |
| I       | 1977 | Esbjerg ( Dinamarca)                    | Manfred Strößenreuther                     | Pitts S1-S       | -                 | -                |

### Campeones por equipos
| FAI EAC | Año  | Sede                                    | Equipo Ganador                                                                 | País            |
| ------- | ---- | --------------------------------------- | ------------------------------------------------------------------------------ | --------------- |
| XXI     | 2018 | Jindřichův Hradec ( República Checa)    | Alexandre Orlowski, Louis Vanel, Mikaël Brageot                                | Francia         |
| XX      | 2016 | Moravská Třebová ( República Checa)     | Masurel Olivier, Mikaël Brageot, Alexandre Orlowski                            | Francia         |
| XIX     | 2014 | Matkópuszta ( Hungría)                  | François Le Vot, Mikaël Brageot, Alexandre Orlowski                            | Francia         |
| XVIII   | 2012 | Dubnica nad Váhom ( Eslovaquia)         | François Le Vot, Olivier Masurel, Nicolas Ivanoff                              | Francia         |
| XVII    | 2010 | Toužim ( República Checa)               | Mijaíl Mamistov, Alexandre Krotov, Elena Klimovich                             | Rusia           |
| XVI     | 2008 | Hradec Králové ( República Checa)       | Mijaíl Mamistov, Oleg Shpolyansky, Svetlana Kapanina                           | Rusia           |
| XV      | 2006 | Grenchen ( Suiza)                       | Mijaíl Mamistov, Oleg Shpolyansky, Victor Chmal                                | Rusia           |
| XIV     | 2004 | Kaunas ( Lituania)                      | Mijaíl Mamistov, Serguéi Rajmanin, Oleg Shpolyansky                            | Rusia           |
| XIII    | 2002 | Panevėžys ( Lituania)                   | Serguéi Rajmanin, Victor Chmal, Oleg Shpolyansky                               | Rusia           |
| XII     | 1999 | Córdoba ( España)                       | Serguéi Rajmanin, Oleg Shpolyansky, Mijaíl Mamistov                            | Rusia           |
| XI      | 1997 | Antalya ( Turquía)                      | Patrick Paris, Eddy Dussau, Eric Vazeille                                      | Francia         |
| X       | 1995 | Hradec Králové ( República Checa)       | Patrick Paris, Dominique Roland, Pascale Alajouanine                           | Francia         |
| IX      | 1993 | Grosseto ( Italia)                      |                                                                                |                 |
| VIII    | 1991 | Muret ( Francia)                        | Nikolai Nikitiuk, Alexander Lyubarets, Sergei Boriak                           | Unión Soviética |
| VII     | 1989 | Békéscsaba ( Hungría)                   | Yurgis Kairis, Nikolai Nikitiuk, Liubov Nemkova (Morokhova)                    | Unión Soviética |
| VI      | 1987 | Rosenthal Airfield, Plössen ( Alemania) | Nikolai Nikitiuk, Victor Smolin, Yurgis Kairis                                 | Unión Soviética |
| V       | 1985 | Ceské Budéjovice ( Checoslovaquia)      | Victor Smolin, Nikolai Nikitiuk, Valentina Yaikova (Goldobina)                 | Unión Soviética |
| IV      | 1983 | Rávena ( Italia)                        | Valentina Yaikova (Goldobina), Khalide Makagonova (Ajnetdinova), Victor Smolin | Unión Soviética |
| III     | 1981 | Punitz ( Austria)                       | Valentina Yaikova (Goldobina), Victor Smolin, Liubov Nemkova (Morokhova)       | Unión Soviética |
| II      | 1979 | Châteauroux ( Francia)                  | -                                                                              | -               |
| I       | 1977 | Esbjerg ( Dinamarca)                    | -                                                                              | -               |